# Ibedji

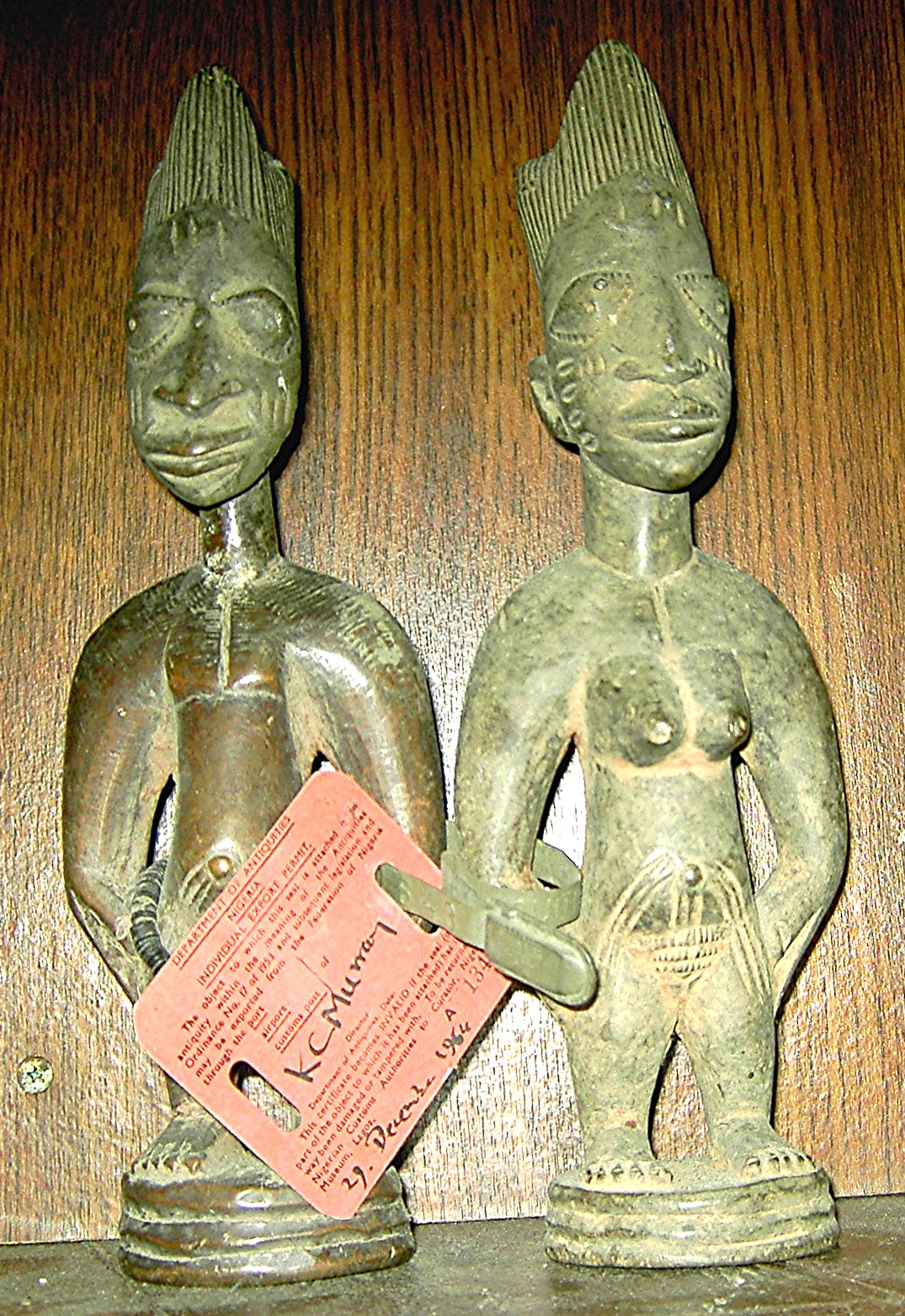
Photographie d’une paire de figures jumelles ibeji, authentifiées par le Département des Antiquités du Nigeria.

Ibéji est le nom d'un orisha représenté par deux jumeaux dans la religion yoruba. Il désigne également, chez les Yorubas, la représentation d’un jumeau décédé.

## Historique
Le terme yoruba ibedji, qui désigne les jumeaux, vient des mots yorubas ibi, qui signifie « né », et edji, qui signifie « deux », donc littéralement, « né deux fois ».  